# Tahoma
Tahoma é uma família tipográfica sem-serifa de grande legibilidade, comissionada pela Microsoft e desenhada por Matthew Carter.
Foi publicada em 1999 e é instalada por padrão em todos os sistemas Macintosh e Windows, sendo a fonte padrão do Windows XP. A primeira aparição da tahoma foi em um pacote de "fontes da web", que esteve disponível para download gratuito a partir do site da Microsoft por muitos anos, muitas distribuições de Linux e Unix também a utilizam.
Frequentemente é considerada uma excelente fonte tipográfica para a leitura na tela do monitor, para o qual ela foi concebida. Já que é instalada na maioria dos computadores do mundo, é muito usual encontrá-la como fonte no texto principal de uma página web. Esta fonte tem muita semelhança com a fonte Verdana.

## Exemplo de Tahoma
O parágrafo seguinte está escrito em Tahoma, caso esteja instalada no seu computador, senão é utilizada o tipo de letra monospace.

Design é um termo da língua inglesa que se refere a um determinado esforço criativo, seja bidimensional ou tridimensional, segundo o qual se projetam objetos ou meios de comunicação diversos para o uso humano. A tradução em português é portanto "projeto" e não "desenho", da qual é um falso cognato. Por este fato, ela é às vezes erroneamente traduzida como "desenho", mas não se refere diretamente ao ato de desenhar. Devido à influência da literatura inglesa e à baixa qualidade de algumas traduções, é comum encontrar nos países de língua portuguesa a palavra original, de forma que o profissional que trabalha na área de design (i.e. o projetista) é comumente chamado de designer.

ABCDEFGHIJKLMNOPQRSTUVWXYZ

abcdefghijklmnopqrstuvwxyz

1234567890

Exemplos de caracteres

IPA: /ɪgˈzɑːmpəl əv aɪpiːˈeɪ tɹɑːnˈskɹɪpʃən/.

Caracteres árabes: العربية.

Caracteres hebraicos: עברית.

Caracteres cirílicos: Кирилица.

Caracteres gregos: Ελληνικά.